# Isis Taylor
Isis Taylor (San Francisco, California; 23 de octubre de 1989) es el nombre artístico de una actriz pornográfica estadounidense.

## Vida y carrera
Taylor entró en la industria del cine para adultos en 2008 a la edad de 19. En noviembre del año siguiente, ella fue una Hustler Honey. En septiembre de 2010, ella fue la Pet of the Month de Penthouse.

## Premios
| Premiación   | Año  | Resultado | Categoría                  | Trabajo                     |
| ------------ | ---- | --------- | -------------------------- | --------------------------- |
| FAME Award   | 2010 | Finalista | Favorite New Starlet       | Favorite New Starlet        |
| AVN Award    | 2010 | Nominada  | Best POV Sex Scene         | Pound the Round POV         |
| AVN Award    | 2011 | Nominada  | Unsung Starlet of the Year | Unsung Starlet of the Year  |
| AVN Award    | 2012 | Nominada  | Most Outrageous Sex Scene  | Rocco's American Adventures |
| XRCO Award   | 2010 | Nominada  | Cream Dream                | —                           |
| Premios XBIZ | 2010 | Nominada  | New Starlet of the Year    | New Starlet of the Year     |
| Premios XBIZ | 2011 | Nominada  | Porn Star Site of the Year | isistaylorxxx.com           |
| XFANZ Award  | 2010 | Ganadora  | New Starlet of the Year    | New Starlet of the Year     |